# Taperus fasciatus
Taperus fasciatus är en insektsart som beskrevs av Li och Wang 1994. Taperus fasciatus ingår i släktet Taperus och familjen dvärgstritar. Inga underarter finns listade i Catalogue of Life.